# Javania erhardti
Espèce
Javania erhardti est une espèce de coraux appartenant à la famille des Flabellidae.